# 아서 와이트먼
아서 스트롱 와이트먼(영어: Arthur Strong Wightman, 1922년 3월 30일 ~ 2013년 1월 13일)은 미국의 수리물리학자다. 양자장론을 공리화한 와이트먼 공리계를 도입하였다.

## 주요 저서
- Streater, Ray; Arthur Wightman (2000). 《PCT, Spin, Statistics and all that》 2판. Princeton University Press.

## 같이 보기
- 공리적 양자장론
- 국소성의 원리
- 양자장론